# Finskspråkiga Wikipedia
Finskspråkiga Wikipedia startade 2002 och passerade 100 000 artiklar den 11 februari 2007. Den har för närvarande 590 648 artiklar. Finskspråkiga Wikipedia är den största upplagan av Wikipedia på ett uraliskt språk.

## Historia
Finskspråkiga Wikipedia grundades formellt 21 februari 2002, men ännu i slutet av 2002 fanns det bara ett tiotal artiklar på finska. Finskspråkiga Wikipedia lär ha haft artiklar sedan 26 maj 2002.  Den äldsta bevarade artikeln är fi:Kaskinen (9 september 2002). Fler artiklar började komma i februari 2003, då det i snitt kom femtio nya artiklar per månad. Gränsen tusen artiklar nåddes under juni–juli 2003. Finskspråkiga Wikipedia har sedan 2003 varit bland de tjugo största versionerna av Wikipedia, mätt i artikelmängd. Som bäst har den haft den trettonde största artikelmängden.